# International Council for Harmonisation of Technical Requirements for Pharmaceuticals for Human Use
Das Ziel des International Council for Harmonisation of Technical Requirements for Pharmaceuticals for Human Use (ICH) ist die Harmonisierung der Beurteilungskriterien von Human-Arzneimitteln als Basis der Arzneimittelzulassung in Europa, den USA und Japan.
Das Programm läuft parallel zur International Cooperation on Harmonisation of Technical Requirements for Registration of Veterinary Medicinal Products (Gegenstück in der Tiermedizin).

## Struktur
Das ICH wurde, damals noch unter dem Namen International Conference on Harmonisation of Technical Requirements for Registration of Pharmaceuticals for Human Use, 1990 gegründet von der amerikanischen Food and Drug Administration (FDA), der Europäischen Kommission (inzwischen zusammen mit der Europäischen Arzneimittelagentur EMA), des japanischen Ministeriums für Gesundheit, Arbeit und Sozialwesen (MHLW) sowie den Arzneimittel-Herstellerverbänden Pharmaceutical Research and Manufacturers of America (PhRMA), European Federation of Pharmaceutical Industries and Associations (EFPIA) und Japan Pharmaceutical Manufacturers Association (JPMA). Die Weltgesundheitsorganisation, die EFTA und Kanada haben Beobachterstatus. Sitz des ICH-Sekretariats ist Genf.

## Aufgaben
Das ICH erarbeitet im Konsens in einem mehrstufigen Verfahren einheitliche, empfehlende Guidelines für die Bewertung der Qualität, Wirksamkeit und Unbedenklichkeit von Arzneimitteln. Dazu gehören beispielsweise Good Clinical Practice (GCP)-Guidelines für klinische Studien mit Arzneimitteln, Good Manufacturing Practice (GMP)-Guidelines für eine einwandfreie Herstellpraxis, ebenso wie auch Guidelines zur Standardisierung der medizinischen Terminologie (MedDRA) oder Informationsübermittlung (ESTRI) im regulatorischen Bereich. Von großer Bedeutung ist auch das vereinheitlichte Format für die Einreichung von Zulassungsunterlagen, das Common Technical Document. Die ICH-Guidelines werden in der Europäischen Union vom zuständigen Ausschuss für Humanarzneimittel (CHMP) bei der EMA übernommen. Die Guidelines sind damit Leitlinien, von denen die Pharmaunternehmen nur in begründeten Fällen abweichen sollten.